# (35396) 1997 XF11
(35396) 1997 XF11 chỉ định tạm thời 1997 XF11 là tiểu hành tinh ~ 1 km, phân loại là đối tượng gần Trái Đất, đối tượng đi qua sao Hỏa và tiểu hành tinh có khả năng nguy hiểm của nhóm Apollo.

## Mô tả
Ba tháng sau khi được James V. Scotti thuộc Dự án Spacewatch của Đại học Arizona phát hiện vào ngày 6 tháng 12 năm 1997, tiểu hành tinh này được dự đoán sẽ thực hiện một lần tiếp cận đặc biệt gần với Trái Đất vào ngày 28 tháng 10 năm 2028. Các quan sát tiền khám phá bổ sung về tiểu hành tinh từ năm 1990 đã nhanh chóng được tìm thấy đã tinh chỉnh quỹ đạo và hiện được biết tiểu hành tinh sẽ đi qua Trái Đất vào ngày 26 tháng 10 năm 2028, ở khoảng cách 0,0062 AU (930.000 km; 580.000 mi), bằng khoảng 2,4 lần khoảng cách Trái Đất tới Mặt Trăng. Trong quá trình tiếp cận gần này, tiểu hành tinh sẽ đạt cực đại ở khoảng cường độ rõ ràng là 8.2, và sẽ được nhìn thấy qua ống nhòm.
1997 XF11 có đường kính từ 0,7 đến 1,4 km.
Tiểu hành tinh này cũng thường xuyên đến gần tiểu hành tinh lớn Pallas.

### Thông tin IAU
Vào ngày 11 tháng 3 năm 1998, sử dụng vòng cung quan sát ba tháng, một thông tin báo chí và thông tin báo chí của Liên minh Thiên văn Quốc tế bị lỗi đã đưa ra kết luận không chính xác "rằng tiểu hành tinh" gần như chắc chắn "sẽ vượt qua 80% của khoảng cách tới Mặt trăng và có một khả năng nhỏ sẽ tấn công Trái Đất vào năm 2028." Nhưng vào ngày 23 tháng 12 năm 1997, rõ ràng XF11 không có khả năng va chạm vào Trái Đất. Trong vài giờ sau khi công bố, các tính toán độc lập của Paul Jigas, Don Yeomans và Karri Muinonen đã tính toán rằng xác suất tác động của Trái Đất về cơ bản là bằng không, và thấp hơn nhiều so với xác suất tác động từ các tiểu hành tinh chưa được phát hiện. Jigas (1999) đồng tình với Marsden (1999) rằng có khoảng 1 cơ hội trong một trăm ngàn mà XF11 có thể đã đi qua một lỗ khóa, đó là, cho đến khi những quan sát trước năm 1990 đã loại bỏ những khả năng đó. Trong cách tiếp cận gần tháng 10 năm 2002, tiểu hành tinh được quan sát bằng đĩa radar Goldstone dài 70 mét và tiếp tục tinh chỉnh quỹ đạo.